# راه افتخار
راه افتخار فیلمی ایرانی به کارگردانی داریوش فرهنگ محصول سال ۱۳۷۳ است.

## خلاصه داستان
این فیلم بر اساس یک رویداد واقعی تهیه شده است. تلمبه‌خانه تنگ فنی که تلمبه‌خانه سه پالایشگاه بزرگ نفتی ایران است در جریان جنگ ایران و عراق ۳۲ بار توسط جنگنده‌های دشمن بمباران می‌شود. از آنجایی که به فعالیت این تلمبه خانه نیاز مبرم بود مهندس شریفیان مسئول پروژه، مهندس یگانه را به کار دعوت کرد تا ظرف مدت کوتاهی آنجا را احیا کند. این دو مهندس ایرانی با اجرای یک پروژه مخفیانه سبب می‌شوند که هیچ‌کس از وجود این سه پالایشگاه با خبر نمی‌شود و تا پایان جنگ این راز جزو اسرار باقی می‌ماند.